# يوزيف شتيبرانيي
يوزيف شتيبرانيي (مواليد 11 يناير 1940) هو لاعب كرة قدم. يلعب مع منتخب تشيكوسلوفاكيا لكرة القدم. سبق له أن لعب في كأس العالم لكرة القدم مع منتخب بلاده.

## روابط خارجية
- يوزيف شتيبرانيي على موقع الاتحاد الدولي (مؤرشف)  (الإنجليزية)
- يوزيف شتيبرانيي على موقع قاعدة بيانات كرة القدم.إي يو (الإنجليزية)
- يوزيف شتيبرانيي على موقع بيانات كرة القدم. دي إي (الألمانية)
- يوزيف شتيبرانيي على موقع ناشيونال فوتبول تيمز (الإنجليزية)
- يوزيف شتيبرانيي على موقع Soccerway.com (الإنجليزية)
- يوزيف شتيبرانيي على موقع عالم كرة القدم.نت (الإنجليزية)